# آدک درابینسکی
آدک درابینسکی (لهستانی: Adek Drabiński؛ زادهٔ ۱۶ اکتبر ۱۹۴۸) کارگردان فیلم و فیلم‌نامه‌نویس اهل لهستان است.
او دانش‌آموختهٔ مدرسه ملی فیلم ووچ است و دو مرتبه نامزد دریافت شیر زرین در جشنواره فیلم گدنیا بوده‌است. وی یک بار در این جشنواره به عنوان «بهترین کارگردان جدید» انتخاب شد و «جایزهٔ سینمایی آندری مونک» را دریافت نمود.
از فیلم‌ها یا مجموعه‌های تلویزیونی که وی در آن‌ها نقش داشته است، می‌توان به دام، جهان به روایت خانواده کیپسکی و مادران اشاره نمود.